# Ulica Felicjanek w Krakowie
Ulica Felicjanek – ulica w Krakowie, w dzielnicy I Stare Miasto, na Nowym Świecie.
Łączy ulicę Smoleńsk z ulicą Zwierzyniecką. Jest jednojezdniowa.

## Historia
Ulica istniała już w pierwszej połowie XIX wieku, a prawdopodobnie także wcześniej. Z powodu iż przebiega niedaleko brzegu Rudawy, dawniej nazywana była Drogą nad Rudawą, a później także ulicą Smoleńsk. 
W 1881 roku otrzymała nazwę ulicy Nad Rudawą, a w 1903 roku Rada Miasta Krakowa nadała ulicy obecną nazwę. Nazwa ta została uzasadniona tym, że ulica ograniczona jest z jednej strony terenem klasztoru Felicjanek, założonego w latach 1883–1884.

## Zabudowa
- ul. Felicjanek 1 (ul. Smoleńsk 8) – Kamienica, lata 20.–30. XX wieku.
- ul. Felicjanek 3 – Kamienica, 1892.
- ul. Felicjanek 4 (ul. Bożego Miłosierdzia 6) – Kamienica, 1890.
- ul. Felicjanek 5 – Kamienica, 1885.
- ul. Felicjanek 6 – Kamienica. Projektował W. Kaczmarski, 1910[a].
- ul. Felicjanek 10 (ul. Mała 6) – Kamienica, 1896.
- ul. Felicjanek 12 – Kamienica. Projektował Władysław Rausz, 1895.
- ul. Felicjanek 14 – Kamienica, początek XIX wieku.
- ul. Felicjanek 15 (ul. Emila Zegadłowicza 2) – Kamienica, 1891.
- ul. Felicjanek 16 – Kamienica. Projektował Ferdynand Liebling, Jozue Oberleder, 1933.
- ul. Felicjanek 17 – Kamienica. Projektował J. Zygmuntowicz, 1894[a].
- ul. Felicjanek 18 (ul. Zwierzyniecka 27) – Kamienica, 1880–1890.
- ul. Felicjanek 19 – Kamienica, ok. 1870.
- ul. Felicjanek 21 – Kamienica, 1891.
- ul. Felicjanek 23 – Kamienica, 1891.
- ul. Felicjanek 25 – Kamienica, ok. 1890.
- ul. Felicjanek 27 (ul. Retoryka 28, ul. Zwierzyniecka 29) – Kamienica, 1871–1875.

Opracowano na podstawie źródła: Gminnej ewidencji zabytków – Kraków.

## Galeria

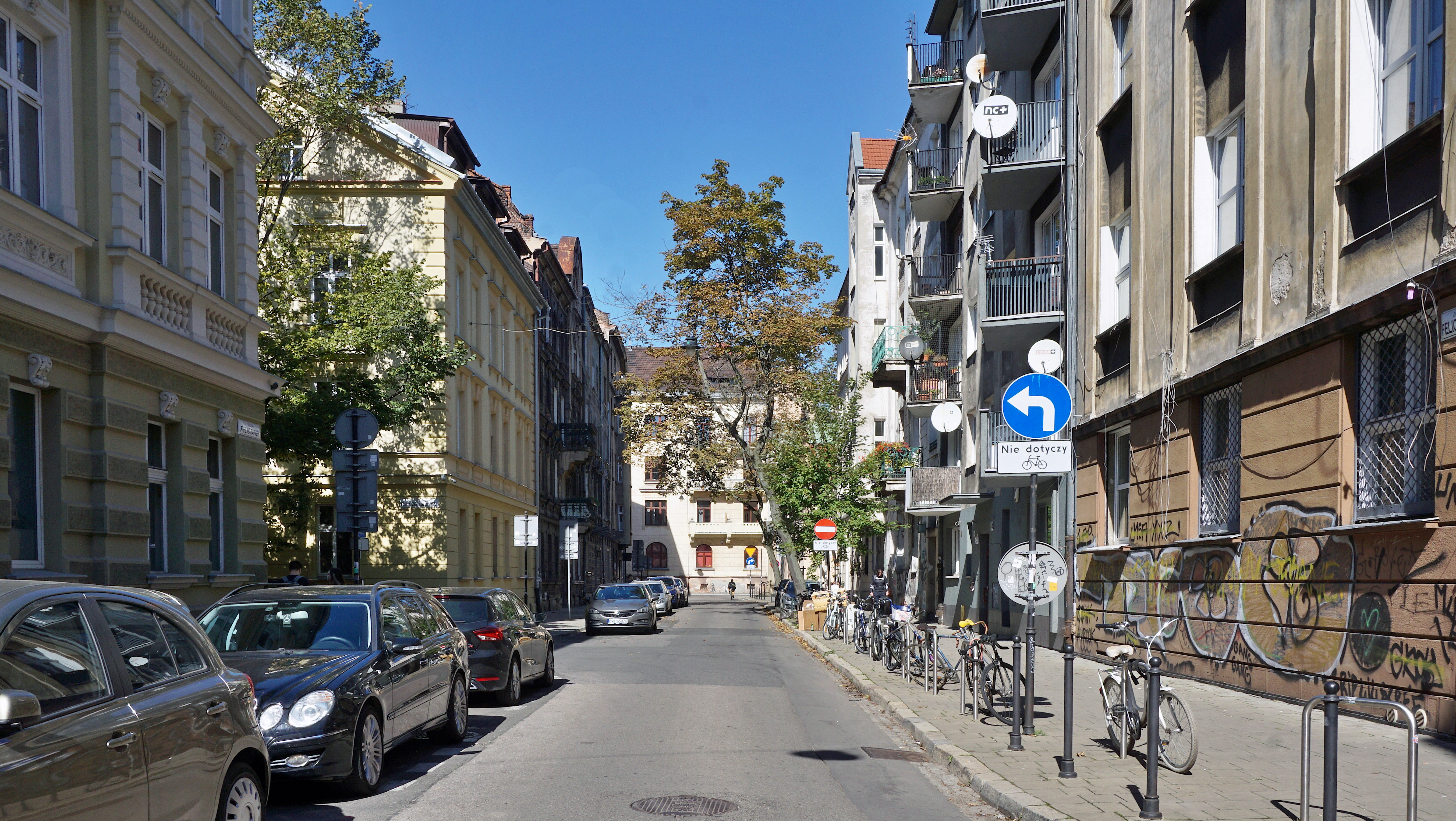
Widok na północ, na wysokości skrzyżowania z ulicą Małą (2024)